# Kościół św. Mikołaja w Zielonej Górze
Kościół pw. Świętego Mikołaja – rzymskokatolicki kościół parafialny należący do dekanatu Zielona Góra – Podwyższenia Krzyża Świętego diecezji zielonogórsko-gorzowskiej. Kościół znajduje się w dawnej wsi Racula, od 2015 roku znajdującej się w granicach Zielonej Góry.

## Historia
Jest to świątynia zbudowana w stylu gotyckim na przełomie XIV-XV wieku. Wzniesiona została na planie prostokąta z wyodrębnionym z bryły prezbiterium. Jest to budowla murowana, wybudowana z kamienia polnego z użyciem cegły. W 2. połowie XVIII wieku została poddana gruntownej przebudowie, w wyniku czego otrzymała nowe wyposażenie wnętrz w stylu barokowym oraz strop i dach. W latach 1525–1654 świątynia należała do protestantów, którzy urządzili w niej swój zbór. W latach 1833–1945 kościół był świątynią filialną parafii św. Jadwigi Śląskiej w Zielonej Górze.